# Reinhard Heydrich
Reinhard Heydrich (teljes nevén: Reinhard Tristan Eugen Heydrich) (Halle, 1904. március 7. – Prága, 1942. június 4.) német nemzetiszocialista politikus, SS katona, a holokauszt kitervelője. Legmagasabb rendfokozata SS-Obergruppenführer volt, 1939-től az RSHA (beleértve a Gestapo, Kripo és az SD) vezetője, 1940-től az Interpol elnöke, 1941-től a Cseh–Morva Protektorátus protektorhelyettese és ügyvezető protektora volt haláláig. 1942 januárjában a Wannseei Konferencián elnökölt, amelyen a „zsidókérdés végső megoldására” irányuló terveit ismertette.
Sok történész úgy tekint rá mint a náci elit legsötétebb alakjára, szerintük maga Hitler is rettegett tőle, hiszen úgy jellemezte mint „a vas szívvel rendelkező ember”. Ő volt az alapítója a Sicherheitsdienst (biztonsági szolgálat, SD) elnevezésű hírszerző szervezetnek, melynek feladata a Náci Párttal szembeni ellenállás leküzdése és semlegesítése volt letartóztatások, deportálások és gyilkosságok révén. Segített megszervezni a kristályéjszakát, a zsidók elleni összehangolt támadások sorozatát 1938. november 9–10-én a Náci Németországban és Ausztriában.

## Életpályája
1904. március 7-én Halléban született, a hallei konzervatórium igazgatója és egy színésznő gyermekeként. 1922-ben, 18 évesen belépett a német haditengerészet kötelékébe, ahol 9 éven át teljesített szolgálatot, de 1931-ben egy szerelmi botrány miatt le kellett szerelnie. Nem sokkal később bemutatták Himmlernek, az ő kérésére felvázolta az NSDAP hírszerző szolgálatának működési elvét. Innen már az SS-ben egyenesen vezetett útja a tábornoki rangig. A vívás és a zene mellett szenvedélye a repülés volt. Hermann Göring engedélyével időnként vadászgépén teljesített szolgálatot. 1941–42-ben a keleti fronton a gyilkoló speciális alakulatokat (Einsatzgruppen) irányította. 1941-ben már az RSHA vezetőjeként a szovjet front mögött kényszerleszállást hajtott végre, de kétnapi bolyongás után visszatért egységéhez a fronton át.
Az 1942. január 20-án lefolytatott wannseei konferencia vezetője volt. A megbeszélés szervezési kérdésekkel foglalkozott, magáról a „végső megoldásról” már jóval előbb döntés született.[forrás?] Az értekezleten Heydrich bejelentette, hogy Hitler elrendelte a zsidók „kitelepítését” keletre, ahol nagy munkacsapatokban fogják őket halálra dolgoztatni, a túlélőkkel pedig különlegesen veszélyes elemként fognak bánni. A résztvevők tudomásul vették, hogy a zsidókérdés az SS hatáskörébe tartozik. A konferencia végeredménye az Endlösung volt.
1942-ben kinevezték a Cseh–Morva Protektorátus vezetőjévé, de RSHA-főnöki tisztségét megtartotta. Hatalma csúcsán kezében tartotta a német biztonsági szervezeteket.
Kevés történelemkönyv említi, de a szovjet vezérkar neki „köszönheti” a sztálini tisztogatásokat.[forrás?] Az ő ötlete volt, hogy a paranoiás Sztálinnak elhintenek pár hamis bizonyítékot arra nézve, hogy puccsot tervez ellene a saját vezérkara. Így „lőtt öngólt” magának Sztálin, mivel a háború elején tapasztalatlan tábornokaival nem tudta felkészíteni a Szovjetuniót egy sikeres defenzívára.

## Családja
A tengerésztiszt Heydrich 1930. december 6-án ismerkedett meg az akkor 18 éves Lina von Ostennével, a Schleswig-holsteini Evezősök Egyesületének bálján. Heydrich első látásra beleszeretett, s a lány sem maradt közömbös iránta. „Ahogy hazaértem, már nem ugyanaz az ember voltam, mint régen. Akkor ott valami nagyon csodás dolog történt velem” – vallja meg érzéseit Lina Leben című könyvében. Találkozásuk után négy nappal Heydrich megkérte Lina kezét, aki igent mondott. Azonban Heydrichnek már volt barátnője, akit korábban feleségül kért, és akinek nem szólt a történtekről. A lány apja egy hajóépítési főtanácsos volt, aki jó viszonyt ápolt Raeder admirálissal, a hadiflotta vezetőjével. Így a haditengerészet eljárást indított Heydrich ellen, mivel a becsületkódex alapján az eset a házasság iránti kötelező tisztelet megsértésének számított. Azonnal elbocsátották. Az esküvőt 1931. karácsony másnapján tartották. Heydrich nejének köszönhette, hogy megismerkedett a náci ideológiával, és lehetőséget kapott a belépésre az SS-be. A házaspárnak négy gyermeke született:
- Klaus Heydrich (1933. június 17. – 1943. október 24.)
- Heider Heydrich (1934. december 25. – 2007. július 3.)[3]
- Silke Heydrich (1939. április 9. –)
- Marte Heydrich (1942. július 23. –)

Reinhard Heydrich 1942-ben merénylet áldozata lett. Halálakor felesége állapotos volt, ezért távolmaradt minden szertartástól. Lina von Ostent a birodalom özvegyeként tisztelték. Heydrich halála után egy évvel fiát, Klaust halálra gázolta egy teherautó.

## Halála

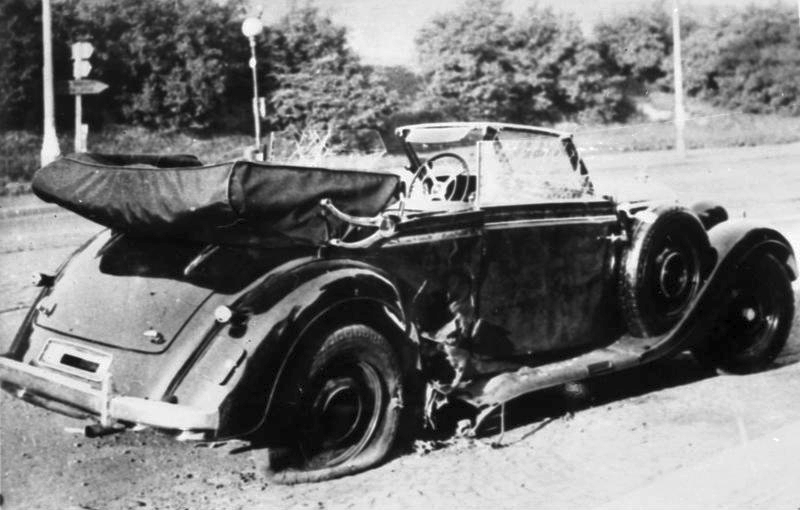
Heydrich Mercedes-Benz 320 kabriója a támadás után

A BSC 1941 augusztusában kezdte megtervezni megölését. (A brit emigrációban működő Beneš-kormány is egyetértett azzal, hogy Heydrich megszolgálta a halálos ítéletet.) A Toronto melletti M állomás a szükséges dokumentumokat hamisította, az X táborban pedig megteremtették annak a környezetnek a mását, amelyben a hírek szerint Heydrich élt. Kilenc férfit képeztek ki a feladatra, mindannyian szakterületük mesterei voltak. Ellátták őket kanadai katonakönyvekkel, és megfelelő felszereléssel, hamis iratokkal stb. A merénylet végrehajtására Jozef Gabčík és Jan Kubiš ügynököket választották ki, és segítőjük volt Valċik és Jemelik ügynökök.
1942. május 27-én Heydrich, kezében a Hitler tömeggyilkos parancsának végrehajtási terveit tartalmazó irattartóval Berlinbe indult. Előtte a prágai várba kihelyezett hivatala felé vette az irányt. Járművét a merénylők a Moldva völgyében egy hajtűkanyarban várták. Gabčík egy Sten géppisztollyal próbált az autóra lőni, de fegyvere csütörtököt mondott. Heydrich megállásra utasította sofőrjét, majd pisztolyt rántott. Kubiš az autó mellé dobott egy kézigránátot. A füstfelhőből Heydrich bukkant elő, és lőni kezdett a merénylőkre. Azok elfutottak, majd jelentették a cseh ellenállás tagjainak a merénylet végrehajtását, akik egy kriptában rejtették el őket. Heydrich a gránátrobbanás következményeként vérmérgezést kapott, és Prágában a Bulovka kórházban 1942. június 4-én belehalt sebesüléseibe. Ezt követően a Gestapo soha nem látott méretű nyomozásba kezdett a merénylők felkutatására. Az ellenállók nem menekülhettek sorsuk elől: akadtak akik a német katonákkal vívott tűzharcban vesztették életüket, de voltak akik inkább önkezükkel vetettek véget életüknek.
A Führer nem érte be a merénylők halálával: június 10-én, hat nappal Heydrich halála után az Einsatzgruppen különleges képzettségű katonái betörtek a Lidice nevű bányászfaluba. A férfiakat agyonlőtték, a nőket és gyerekeket pedig deportálták, a falut a földdel tették egyenlővé, megtorlásként a merényletre. Ez volt a lidicei mészárlás.